# سكوت روبرتسون
سكوت روبرتسون (بالإنجليزية: Scott Robertson)‏ (7 أبريل 1985 دندي المملكة المتحدة - ) هو لاعب كرة قدم بريطاني يلعب كلاعب وسط.

## مسيرته الكروية
لعب سكوت روبرتسون خلال مسيرته الاحترافية مع 8 أندية في ثمانية عشر موسمًا وسجل خلالها 27 هدفًا ضمن 362 مباراة. حيث فاز في موسم واحد بالكأس ولم يفز بأي دوري.
خاض سكوت روبرتسون مسيرته مع نادي دندي في موسم 2004–05 ليلعب معه أربعة مواسم، مشاركًا في 103 مباراة سجل خلالها 8 أهداف. ثم انتقل إلى نادي دندي يونايتد في موسم 2008–09 ليلعب معه أربعة مواسم، حيث شارك في 106 مباراة سجل خلالها 9 أهداف. لينتقل بعدها إلى نادي هيبرنيان في موسم 2012–13 واستمر معه طيلة ثلاثة مواسم، مشاركًا في 68 مباراة سجل خلالها 8 أهداف. ثم انتقل إلى نادي ريث روفرز في موسم 2015–16 واستمر معه طيلة ثلاثة مواسم، مشاركًا في 50 مباراة سجل خلالها هدفين. هذا وانتقل لاحقًا إلى نادي بريتشين سيتي في موسم 2018–19 لمدة موسم واحد، مشاركًا في 16 مباراة ولم يسجل أي هدف. ثم انتقل بعدها إلى فورفار أثلتيك ‏ في موسم 2019–20 لمدة موسم واحد، مشاركًا في 17 مباراة ولم يسجل أي هدف أيضًا.

## روابط خارجية
- سكوت روبرتسون على موقع قاعدة بيانات كرة القدم.إي يو (الإنجليزية)
- سكوت روبرتسون على موقع ناشيونال فوتبول تيمز (الإنجليزية)
- سكوت روبرتسون على موقع Soccerbase.com (لاعب) (الإنجليزية)